# João Guimarães Rosa
João Guimarães Rosa (27. juni 1908 i Cordisburgo i delstaten Minas Gerais i Brasilien - 19. november 1967 i Rio de Janeiro) var en brasiliansk diplomat og forfatter. Han bliver regnet som en af det 20. århundrede vigtigste brasilianske forfattere, han er mest kendt for boken Grande Sertão: Veredas (på dansk: Den store Sertão), som udkom første gang i 1956. Nogle sammenligner denne bog med James Joyces mesterværk Ulysses.